# 布蘭克峰
布蘭克峰（英語：Blank Peaks）是南極洲的山峰，位於奧次地，屬於布朗山脈的一部分，處於巴特拉姆冰川和福吉多格冰川之間，以威靈頓維多利亞大學探險隊的地質學家命名。
79°46′S 158°42′E / 79.767°S 158.700°E